# Saham Club
Maillots
Le Saham Club (en arabe : نادي صحم) est un club omanais de football fondé en 1972 et basé à Saham, dans le nord du sultanat.

## Historique
Saham Club est fondé en 1972. C'est un membre régulier du championnat omanais de première division depuis le début des années 2000. Il remporte son premier titre national en 2009, en s'imposant en finale de la Coupe d'Oman et gagne l'année suivante la Supercoupe. En 2014, Saham ajoute une nouvelle ligne à son palmarès en étant sacré en Coupe de la Ligue, après avoir atteint la finale l'année précédente.
Le club n'a jamais brillé en championnat. Son meilleur résultat dans l'élite est une 3e place obtenue lors de la saison 2012-2013, alors que la formation de Saham remonte tout juste de deuxième division.
Les trophées remportés et cette place sur le podium en 2013 ont permis au club de participer à plusieurs reprises aux compétitions internationales. Il prend part à la phase de groupe de la Coupe de l'AFC 2010 et à celle de la Coupe du golfe des clubs champions 2011, sans réussir à passer le premier tour. En 2014, il fait mieux puisqu'il atteint la finale de la Coupe du golfe où il s'incline face au club emirati d'Al Nasr Dubaï.
Parmi les joueurs les plus reconnus ayant porté le maillot de Saham Club, plusieurs internationaux comme Hassan Mudhafar, Amad Al-Hosni, Ismail Al-Ajmi ou Hashim Saleh.

## Palmarès
| \| - Coupe d'Oman (2) : - Vainqueur : 2009 et 2016. - Supercoupe d'Oman (2) : - Vainqueur : 2010 et 2016. \| \| - Oman Professionnal League Cup (1) : - Vainqueur : 2014. - Finaliste : 2013. \| |  |                                                                               |
| - Coupe d'Oman (2) : - Vainqueur : 2009 et 2016. - Supercoupe d'Oman (2) : - Vainqueur : 2010 et 2016.                                                                                           |  | - Oman Professionnal League Cup (1) : - Vainqueur : 2014. - Finaliste : 2013. |